# ネイキッド (2017年の映画)
『ネイキッド』（Naked）は、2017年のアメリカ合衆国のコメディ映画。2000年のスウェーデン映画『Naken』のリメイク作品。マイケル・タイデスが監督を務めた。出演はマーロン・ウェイアンズ、レジーナ・ホール、J.T.ジャクソン、スコット・フォーリー、イライザ・クープ、ロレッタ・デヴァイン、デニス・ヘイスバート。2017年8月11日よりネットフリックスで配信された。

## ストーリー
学校の臨時教員として働くロブは、気さくで明るい性格だが、計画性がなく無責任な男でもあった。彼は最愛の女性メーガンとの結婚を控えていたが、彼女の父親は未だにロブを結婚相手として認めようとしていなかった。
結婚式前夜、ロブは親友のベニーと酒を飲みに町へ繰り出すが、翌朝彼が目覚めると、そこはホテルのエレベーターの中であり、しかも素っ裸の状態であった。昨夜の記憶がない彼は、困惑しながらも式が執り行われる教会を目指すが、その姿を見た町の住民に通報され、ついには逮捕されてしまう。
失意のどん底に叩き落とされたロブであったが、気が付くと彼は再び素っ裸であのホテルのエレベーターの中にいた。混乱する彼が目にしたのは、あの人生最悪の日と同じ光景であった。ロブは時間をループしているのだ。このことを知ったロブは、なんとか結婚式を成立させようと躍起になる。

## キャスト
※括弧内は日本語吹替
- ロブ・アンダーソン - マーロン・ウェイアンズ（東地宏樹[3]）
- メーガン・スウォープ - レジーナ・ホール（斎藤恵理[3]）
- レジナルド・スウォープ - デニス・ヘイスバート（土師孝也[3]）
- ベニー - J.T.ジャクソン（落合弘治）
- コーディ・フェイヴァーズ - スコット・フォーリー（小松史法）
- ヴィッキー - イライザ・クープ（英語版）（ちふゆ）
- 本人役 - ブライアン・マックナイト（根本泰彦）
- キャロル - ロレッタ・デヴァイン（斉藤貴美子）
- ドリル - コリー・ハードリクト（英語版）（松田修平）
- バターフィールド牧師 - リック・フィッツ（英語版）（田原アルノ）
- ベントリー巡査 - デイヴ・シェリダン（落合福嗣）
- マクブライド巡査 - ニール・ブラウン・Jr（英語版）（藤沼建人）
- キャリー - ミンカ・ケリー（クレジットなし）（藤田昌代）